# Бекбауильський сільський округ
Бекбауи́льський сільський округ (каз. Бекбауыл ауылдық округі, рос. Бекбауыльский сельский округ) — адміністративна одиниця у складі Аральського району Кизилординської області Казахстану. Адміністративний центр — станційне селище Бекбауил.
Населення — 1761 особа (2021; 1630 у 2009, 1421 у 1999, 1136 у 1989).
Станом на 1989 рік існувала Камишлибаська сільська рада (селища Аралкум, Бекбаулі, Камишлибаш, Сапак, Чумиш), село Кумбазар перебувало у складі Сайгундинської сільради. Пізніше селище Бекбауил (колишнє Бекбаулі) утворило окремий Бекбауильський сільський округ.

## Склад
До складу округу входять такі населені пункти:
| Населений пункт                       | Колишні назви | Населення, осіб (1989) | Населення, осіб (1999) | Населення, осіб (2009) | Населення, осіб (2021) |
| ------------------------------------- | ------------- | ---------------------- | ---------------------- | ---------------------- | ---------------------- |
| Бекбауил, станційне селище            | Бекбаулі      | 560                    | 708                    | 879                    | 953                    |
| Кумбазар, село                        | -             | 576                    | 541                    | 528                    | 521                    |
| Роз'їзд 93 Укулісай, станційне селище | -             | -                      | 172                    | 223                    | 287                    |